# Ђаво носи Праду (роман)
Ђаво носи Праду (енгл. The Devil Wears Prada) амерички је роман Лорен Вајсбергер о младој жени која је ангажована као лични асистент моћне уреднице модног часописа, посао који постаје кошмар док се бори да одржи корак са мучним распоредом и понижавајућим захтевима своје шефице. Провео је шест месеци на списку бестселера The New York Times-а и постао је база за истоимени филм из 2006. године, у ком играју Мерил Стрип, Ен Хатавеј и Емили Блант. Многи сматрају да је роман пример жанра „чиклит”.
Након издања, Ђаво носи Праду привукао је пажњу због свог порекла. Пре писања романа, Вајсбергер је радила као лични асистент уреднице америчког часописа Vogue, Ане Винтур, слично као што је протагонисткиња романа радила за моћну уредницу модног часописа, која је такође Британка попут Винтурове. Рецензенти су књигу сматрали романом са кључем, нудећи инсајдерски поглед на Винтурову и остало особље часописа Vogue.
Наставак, Ђаво се вратио, издат је 2013, док је трећи роман, Ђаво побеђује на Вимблдону, издат 2018. године.

## Радња
Урнебесно, забавно, скандалозно! Мислите да је ваш шеф дошао право из пакла? Нисте још упознали Миранду Пристли...
Луксуз, ексклузивне журке, севање блицева и потоци шампањца. Гламурозни свет моде сан је сваке девојке. Ипак, постоји и друга страна медаље...
Андреа Сакс, девојка из малог града, тек што је завршила колеџ а већ је нашла посао из снова – постала је помоћница Миранде Пристли, невероватно успешне и моћне уреднице часописа Писта. Тај легендарни часопис, који читају најгламурозније жене у Њујорку, диктира моду на глобалном нивоу, а милиони читалаца верно следе његове савете. У Ендином новом свету, у којем су најчешће речи Прада!, Армани!, Версаче!, живе само немогуће мршаве и лепе жене са много стила, и згодни и привлачни мушкарци обучени по последњој моди. Међутим, нико од тих наизглед савршених људи не усуђује се да каже 'не' Миранди, па ни Андреа није изузетак. Међутим, како време пролази а Мирандини прохтеви постају жешћи, она схвата да се иза блиставе фасаде гламура крије и тамна страна, и да тај посао за који би милиони девојака умрли, можда може и њу да убије. Па чак и ако преживи, да ли због тога треба да ђаволу прода душу?